# 阿部寿世
阿部 寿世（あべ ひさよ、2000年11月4日 - ）は、日本の女性声優、歌手。北海道出身。ハイブシックス所属。fripSideの3代目ボーカルの一人。愛称は「ひーちゃん」。

## 略歴
中学生時代よりライブアイドルとして活動。
2017年3月には、北海道札幌市のメイドカフェから誕生したアイドルグループ「ぷりんせす♡たいむ」へ途中加入し、さっぽろ雪まつり等でパフォーマンスを披露していた。同グループは2019年に拠点を北海道から東京に移したが、2020年3月に地元札幌で卒業ライブを開催した後、解散している。
2018年にはJOYSOUND主催の全国カラオケ大会北海道大会に出場し、個人優勝を果たしている。
2019年には「IDOL舞SHOW」NO PRINCESS 胡桃坂らぶ役で声優デビュー。その他、アニメ「バジャのスタジオ ～バジャのみた海～」では主題歌「てとてとて」の歌唱を担当した。

2022年4月より音楽ユニット「fripSide」の3代目ボーカルを上杉真央と担当している。

## エピソード
- 高校生時代には、音楽制作集団「I've」のボーカリストとして活躍した島みやえい子氏のボーカルスクールに門下生として通っていた時期がある[7]。
過去には同氏主催のライブにゲストとして出演[8]しており、fripSideの3代目ボーカルが阿部であることが発表された際には、同氏はXに祝辞の投稿[9]をするなど、阿部と島みやえい子氏の関係は深い。

## 人物
- 趣味は、食べること、ゲーム実況動画視聴[1]。
- 6歳から12歳までダンススクールに通い、ヒップホップダンスを得意とする[1][10]。
- 年少期よりハロー!プロジェクトが好きで、ライブアイドル時代はよくカバーを披露していた。
- 高校生時代はダンスサークルに所属。
- マクドナルドでクルーとして働いていたことがある[11]。
- 好きな花は、ひまわり、チューリップ。
- fripSideのプロデュースを担当している八木沼悟志は阿部を見つけた際、「奇跡の歌声」と評した[2]。
- 阿部個人のイメージカラーは黄色（ライブアイドル時代から使用しているイメージカラー）。
- 2024年現在、トレーディングカードゲーム『ドラゴンボールスーパーカードゲーム フュージョンワールド』を趣味としてプレイしており、ショップ大会で優勝するなどの成績を残している。

## 出演
太字はメインキャラクター。

### テレビアニメ
- 聖者無双〜サラリーマン、異世界で生き残るために歩む道〜（2023年、シーラ[12]）
- ひきこまり吸血姫の悶々（2023年、少女[13]）
- グリザイア:ファントムトリガー（2025年、アナウンス[14]）

### 劇場アニメ
- 劇場版IDOL舞SHOW（2022年、胡桃坂らぶ）

### ゲーム
- グリザイア：ファントムトリガー Vol.8（2022年、アンナ）
- デスティニーチャイルド（2022年、ゼガティ）
- マブラヴ：ディメンションズ（2023年 - 2024年、千木良世紫宵[15]）

### ドラマCD
- IDOL舞SHOW エピソードZERO（2020年、胡桃坂らぶ[16]）

### ラジオ
※はインターネット配信。
- 阿部寿世 with a smile（2024年 - 2025年、超!A&G+※）

### デジタルコミック
- イマリさんは旅上戸（2025年、今里マイ）[注 2]

### 舞台
- 『アイディール・セミナー/Final session』(2025年6月4日-8日、こくみん共済 coop ホール/スペース・ゼロ）-墨田由花 役[17]

## ディスコグラフィー

### キャラクターソング
| 発売日        | 商品名         | 歌          | 楽曲                                   | 備考             |
| ------------- | -------------- | ----------- | -------------------------------------- | ---------------- |
| 2020年1月8日  | Truth or Dare  | NO PRINCESS | 「Truth or Dare」 「Whatever!」        | IDOL舞SHOW関連曲 |
| 2020年10月7日 | MUST BE GOING! | NO PRINCESS | 「MUST BE GOING!」 「Unlimited-Dance」 | IDOL舞SHOW関連曲 |

### 歌手参加楽曲
| 発売日         | 商品名                                                         | 歌 | 楽曲           | 備考 |      |
| 楽曲           | 楽曲                                                           | 楽曲 | 楽曲           | 楽曲 | 楽曲 |
| -------------- | -------------------------------------------------------------- | --- | -------------- | --- | ---- |
| 2024年6月14日  | Animelo Summer Live 2024 -Stargazer- テーマソング「Stargazer」 | ASCA、伊東健人、上杉真央 (fripSide)、阿部寿世 (fripSide)、内田真礼、大橋彩香、梶原岳人 (フラガリアメモリーズ)、島﨑信長 (フラガリアメモリーズ)、武内駿輔 (フラガリアメモリーズ)、楠木ともり、She is Legend (XAI・鈴木このみ)、芹澤優、茅原実里、早見沙織、Who-ya (Who-ya Extended)、羊宮妃那 (MyGO!!!!!) | 「Stargazer」  | Animelo Summer Live 2024 -Stargazer- テーマソング                                                                         |      |
| 映像作品       |                                                                | |                | |      |
| 2020年10月中旬 | バジャのスタジオ ～バジャのみた海～                            | 阿部寿世 （コーラス：杉並児童合唱団） | 「てとてとて」 | - 京アニショップ！から購入可能 - シングルCD等音楽作品としてはリリースされていない - 2020年7月・8月にNHKでテレビ放送された |      |